# 赫爾莫德

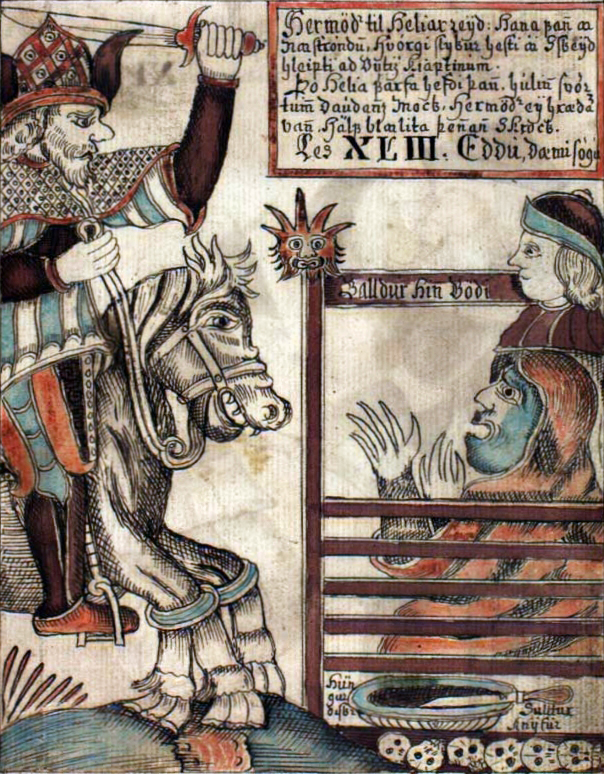
赫爾莫德騎著斯萊布尼爾到死亡之國

赫爾莫德（Hermod，Hermóðr），在《詩體埃達》中完全不見這位神祇的出現，據推測是《新埃達》的作者史洛里·斯圖拉松編撰出來的人物。
在《新埃達》中，說明他是奧丁之子，在就他職掌的職務來看，其實更像一位僕人。也有人認為，赫爾莫德其實是奧丁的另一個名字。赫爾莫德專門從事跑腿、傳令的職務，他拿著一把加姆班泰因（Gambantein）杖來作為他的職務標記；他也是在所有故事中，除了奧丁外，唯一騎過八足神馬斯萊布尼爾的神。在巴德爾之死的時候，赫爾莫德曾經自告奮勇進入死之國去拜託死國女王海拉，好讓巴德爾復活，這時他就是騎著跟奧丁借來的神馬斯萊布尼爾。
赫爾莫德的職務雖然比較接近文官，但他也喜歡戰爭，據說他也常和女武神們一起上戰場挑選英靈。